# ۴۹۵ (میلادی)
۴۹۵ (میلادی) چهارصد و نود و پنجمین سال تقویم میلادی است.

## درگذشتگان
‎